# Сосуновка
Сосуно́вка — село в Атяшевском районе Республики Мордовия. Входит в состав Атяшевского сельского поселения.

## География
Расположено на реке Пачка.

## История
В первые упоминается в 1696 году в генеральной переписи мордвы Алатырского уезда в связи с передачей крестьянам Сосуновки в оброк земель мордовской деревни. В «Списке населённых мест Симбирской губернии за 1863» Сосуновка село разных ведомств состоящее из 80 дворов входящая в состав Ардатовского уезда.

## Население
| 2002 | 2010 |
| ---- | ---- |
| 293  | ↘241 |

Национальный состав
Согласно результатам Всероссийской переписи населения 2002 года, в национальной структуре населения русские составляли 91 %.